# Сосновка (Опочецький район)
Сосновка (рос. Сосновка) — присілок в Опочецькому районі Псковської області Російської Федерації.
Населення становить 49 осіб. Входить до складу муніципального утворення Болгатовська волость.

## Історія
Від 2015 року входить до складу муніципального утворення Болгатовська волость.

## Населення
| 2001 | 2002 | 2010 | 2013 | 2014 | 2015 | 2016 |
| ---- | ---- | ---- | ---- | ---- | ---- | ---- |
| 48   | ↘47  | ↘37  | ↗39  | ↘37  | →37  | ↗49  |